# Сальваторе Аккардо

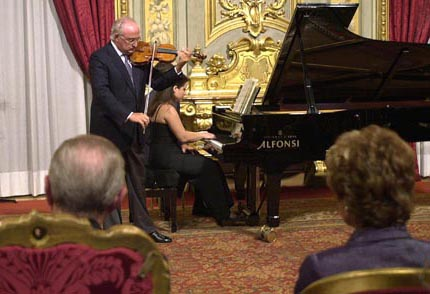
Сальваторе Аккардо. 2000

Сальваторе Аккардо (італ. Salvatore Accardo; народився 26 вересня, 1941, Турин, північ Італії) — італійський скрипаль-віртуоз і диригент.